# Kevin Stitt
Pour les articles homonymes, voir Stitt.
Kevin Stitt, né le 28 décembre 1972, est un homme politique et homme d'affaires américain. Membre du Parti républicain, il est gouverneur de l'Oklahoma depuis le 14 janvier 2019.

## Biographie
Kevin Stitt a travaillé dans la finance avant de créer la société de crédit hypothécaire Gateway en 2000. La société est présente en 2018 dans 41 États américains et comprend 1 200 employés. Elle a cependant été mise en cause dans plusieurs affaires de fraudes. Il quitte sa fonction de PDG en août 2018 pour faire carrière dans la politique.

## Politique
Après avoir reçu l'investiture du Parti républicain, il est élu gouverneur de l'Oklahoma avec 54.3% des voix en novembre 2018. La première loi qu'il approuve après son entrée en fonction autorise toute personne âgée de 21 ans ou plus, ou de 18 ans si elle est membre ou vétéran des forces armées des États-Unis  à porter une arme à feu sans avoir à obtenir un permis ou à suivre une formation. Il a également signé une loi autorisant le port d'armes dans les zoos et parcs municipaux, tant qu'elle est dissimulée. Il est opposé à l'avortement et en faveur de la peine de mort. Il s'oppose à l'expansion du dispositif Medicaid dans l'Oklahoma. Son refus d'étendre le programme a eu pour résultat le dépôt d'une pétition d'initiative citoyenne, la Question d'État 802, pour décréter l'expansion dans la constitution d'État, malgré son opposition,.
En avril 2022, à la suite de la décision Dobbs v. Jackson Women's Health Organization de la Cour suprême des États-Unis, il met en application sa promesse de campagne pro-vie en promulguant une loi qui fait de l'avortement dans l'État un crime passible de 10 ans de prison ou d'une amende de 100 000 $, avec des exceptions pour les urgences médicales mais aucune pour le viol ou l'inceste,,.
Plus tard en mai, Stitt a promulgué un projet de loi davantage restrictif, « interdisant les avortements au stade de la "fécondation" et permettant aux citoyens privés de poursuivre en justice les prestataires d'avortement qui "sciemment" pratiquent ou provoquent un avortement "sur une femme enceinte" ». L'avortement en cas de viol, d'inceste ou de grossesse à haut risque continuera d'être autorisé. À l'élection gouvernorale de 2022, il est largement réélu pour un troisième mandat. Il réalise un meilleur score qu'en 2018.
De même, il est accompagné en août 2023, par la nageuse américaine Riley Gaines et d'autres membres du groupe anti-trans Independent Women's Voice pour signer un décret exécutif comprennant diverses dispositions, notamment une interdiction aux femmes et aux filles transgenres d'utiliser les toilettes et les vestiaires désignés pour les « femmes ». Il contient également une directive aux agences d'État d'utiliser le sexe assigné à la naissance pour définir les « hommes » et « femmes »,,. 

## Catastrophes naturelles
En juin 2023, après que de violentes tempêtes ont frappé certaines parties de l'Oklahoma avec des vents de force ouragan et une activité tornadique qui ont privé d'électricité pendant des jours plus de 100 000 clients lors de fortes vagues de chaleur, le maire Tulsa, GT Bynum, a demandé à Kevin Stitt d'annoncer l'état d'urgence, mais il n'a pas répondu aux appels de Bynum,. Quelques jours plus tard, le sénateur pro tempore Greg Treat a été informé qu'il était gouverneur par intérim et pouvait déclarer l'état d'urgence, ce qu'il a finalement fait. Kevin Stitt était à Paris et le lieutenant-gouverneur Matt Pinnell était également hors de l'État,. Six jours après l'événement, Kevin Stitt a déclaré qu'il était en contact avec Bynum et Matt Bynum a essayé de détourner l'attention de l'histoire. Au moins trois personnes sont mortes des tempêtes.